# 普舍哈河
44°46′44″N 39°48′44″E / 44.7789°N 39.8122°E

库班河流域，其中“Пшеха”即普舍哈河

普舍哈河是俄羅斯的河流，流經阿迪格共和国和克拉斯諾達爾邊疆區，屬於別拉亞河的支流。發源自菲什特山，河道全長少於160公里，闊度50米，最終流入黑海。